# Дорожная (песня группы «Ленинград»)
«Доро́жная» — песня группы «Ленинград», написанная Сергеем Шнуровым. Входит в альбомы 2014 года «Фарш» и «Пляж наш». Премьера композиции в интернете состоялась 1 декабря 2013 года. С тех пор клип набрал десятки миллионов просмотров.

## Описание
Текст песни написан Сергеем Шнуровым. По сюжету мужчина жалеет, что связал жизнь со своей нынешней конкретной женщиной, и чем жить с ней, лучше бы ему было отсидеть в тюрьме 15 лет или жить вообще с домашними питомцами — змеёй или черепахой. И он посылает свою избранницу нецензурно «прочь».
В студийной версии и на концертах её исполнял Александр «Пузо» Попов, играющий в коллективе на большом барабане. Он же исполнил главную роль в клипе «Дорожная».
Шнуров опубликовал своё литературоведческое толкование слов песни. По его словам:
- Пара «змея и черепаха» часто трактуется как притча о женской дружбе[4], олицетворяя в песне гипотетических женщин.
- Герой песни думает именно купить, а не завести этих животных, намекая, что в его понимании отношения между полами — предмет торгов.
- В припеве «Ехай ***** [прочь] навсегда» просторечие «ехай» раскрывает героя «Зощенским обывателем».
- В припеве вставлено слово «навсегда», потому что по закону жанра ещё со времен «Битлз» не может быть песни про любовь без этого слова.
- Текст песни прямо намекает на связь с апорией древнегреческого философа Зенона про Ахиллеса и черепаху, в которой быстроногий грек никогда не сможет догнать медленную черепаху. И черепаха в песне из возможной становится недостижимой, а человек остается ни с чем. И тогда, после паузы, песня как бы возрождается из тишины.

## Видеоклип
Производством клипа «Дорожная» группы «Ленинград» занималась петербургская студия Fancy Shot, снявшая также другие популярные ролики группы.
Сам клип сделан как пародия на телевизионный новостной сюжет, который выходит в эфир на несуществующем телеканале «Снег» (аллюзия на телеканал «Дождь»). Сергей Шнуров исполняет роль режиссёра, а участники коллектива предстают в образе актёров театра.
Песня «Дорожная» создана в традиционном для «Ленинграда» стиле, с матами. Поет её не как обычно, Шнуров или женщина-вокалистка, а Александр Попов по прозвищу «Пузо». Сам Шнуров играет роль режиссёра, руководящего репетицией песни.
- Производство — http://fancyshot.com
- Режиссёр — Павелс Фукс
- Продюсер — Дмитрий Муравьев
- Арт-директор — Петр Бондаренко
- Оператор-постановщик — Юрий Васильев

## Реакция
Песня многократно обсуждалась и продолжает обсуждаться, продолжая получать множество трактовок как от музыкальных критиков и поклонников группы, так и от профессиональных филологов.
В одном из интервью Алла Пугачёва призналась, что с удовольствием исполнила бы эту композицию вместе с Сергеем Шнуровым.
Василеостровский районный суд Санкт-Петербурга в октябре 2024 года принял решение об ограничении распространения пяти песен группы «Ленинград» среди несовершеннолетних, потому что тексты песен содержат «скрытые приемы убеждающего воздействия» на психику подростков. Под ограничения, кроме «Дорожной», попали также: «Кандидат» (2017), «Ч.П.Х.» (2017), «Оспа» (2022) и «Русский» (2023). Решение суда не означает полного запрета — песни остаются доступны для совершеннолетней аудитории.